# SR-Klasse Q1
Die Q1-Klasse der Southern Railway (SR), manchmal als Bulleid Austerity bezeichnet, war eine von Oliver Bulleid entworfene Serie von 40 Kriegslokomotiven, die während des Zweiten Weltkrieges gebaut wurden und für den Einsatz vor Güterzügen bestimmt waren. Die Schlepptenderlokomotiven mit dem ungewöhnlichen Aussehen waren die stärksten Dreikuppler-Lokomotiven in Großbritannien. Sie trugen bei der Southern Railway die Nummern C1 bis C40.

## Geschichte
Der Zweite Weltkrieg führte zu einem starken Anstieg des Güterverkehrs in Großbritannien, für den die mehr auf den Vorortverkehr von London ausgerichtete Southern Railway keine geeigneten Lokomotiven hatte. Die offensichtlichste Lösung wäre ein Weiterbau der erst 1938 und 1939 nach einem Entwurf des früheren SR-Chefingenieurs Richard Maunsell gelieferten Q-Klasse, einer für den Güterverkehr der meisten britischen Bahnen typischen Lokomotive der Achsfolge C, gewesen. Bulleid, der 1937 Maunsells Nachfolger geworden war, hielt davon nichts, weil er sie trotz ihres geringen Alters als technisch überholt und zu wenig leistungsfähig betrachtete. Es wurde entschieden, einen neuen Dreikuppler zu bauen, der wegen des Krieges mit geringstem Aufwand entstehen sollte. Dadurch sollte nicht nur knappes Material eingespart, sondern auch das Gewicht der Lok reduziert werden.
Die 40 Lokomotiven wurden bei den bahneigenen Werken in Brighton und Ashford gebaut. Sie wurden nicht nur vor Güterzügen eingesetzt, sondern zogen auch Reisezüge, wo sie den leichten Pacific-Lokomotiven mindestens ebenbürtig waren. Die Q1 hatten überdurchschnittliche Laufeigenschaften bei Fahrt mit Tender voraus, allerdings war die Sicht des Personals behindert. Die Lokbremse war verhältnismäßig schwach ausgelegt, was vor allem bei Güterzügen mit ungebremsten Wagen nachteilig war. Bei Regenwetter war die Lok beim Personal unbeliebt, weil das durch die fehlenden Laufbleche vom Triebwerk und den Rädern hochspritzende Wasser die Sicht behinderte. Durch die leichte Bauweise neigte die Lokomotive zum Schleudern. Die Q1-Klasse war trotzdem ein erfolgreicher Entwurf, weshalb die Lokomotiven weit über den Krieg hinaus bis in die 1960er-Jahre im Dienst standen.
Nach dem Krieg wurde über einen Nachbau von 25 Stück nachgedacht, wobei das Material bereits bestellt und geliefert war. Es kam aber nicht dazu, weil die Verkehrsabteilung Tenderlokomotiven wollte, die zum Rückwärtsfahren besser geeignet waren. Bulleid schlug daraufhin die Leader-Klasse vor – eine innovative kompakte Tenderlokomotive mit zwei Triebdrehgestellen mit Mehrzylinder-Triebwerk. Dem einzigen gebauten Prototyp dieser Klasse war jedoch kein Erfolg beschieden.

## Technik

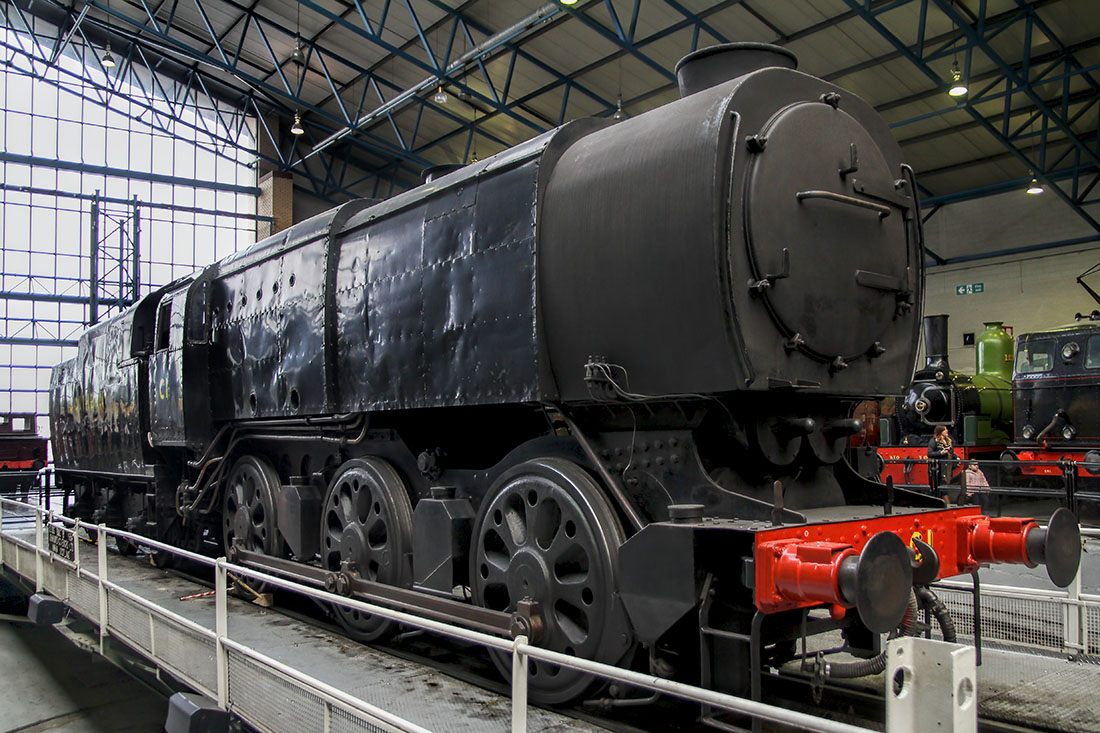
Die einzige erhaltene Lokomotive der Q1-Klasse im National Railway Museum von York

Der Entwurf von Oliver Bulleid war eine leistungsstarke, halbwegs zuverlässig arbeitende Lokomotive mit Innentriebwerk und dem größten Feuerrost aller britischen Dreikuppler. Wie die von Bulleid entworfenen Pacifics erhielten sie die optisch an Boxpok-Räder erinnernden, in einem Stück gegossenen BFB-Räder. Ebenfalls von den Pacifics übernommen wurden die Schornsteine der Bauart Lemaître, die als Saugzuganlage mit mehreren Düsen ausgeführt waren. Sie war 13 t leichter als vergleichbare Lokomotiven und dadurch auf den meisten Strecken der Southern Railway einsetzbar.
Die Notwendigkeit, das Gewicht zu reduzieren, führte zu einer kompakten, aber umstrittenen Formgebung. Alle nicht zwingend notwendigen Teile wie Laufbleche oder Spritzschutzbleche über den Treibrädern wurden weggelassen. Für die Kesselverkleidung wurde eine neue Lösung gesucht, die ohne Asbest für die Wärmedämmung auskam, weil dieses Material wegen des Krieges knapp war. Stattdessen wurde ein Material mit der Bezeichnung Idaglass verwendet, eine frühe Form von Glasfaserdämmstoff. Es konnte mechanisch nicht belastet werden, weshalb eine zweite äußere Verkleidung für den Kessel nötig war. Die Außenhaut der Lokomotive wurde glatt gehalten, sodass sie mit einer Wagenwaschanlage gereinigt werden konnte.
Das eigenwillige Aussehen trug der Lokomotive viele Namen ein: Biscuit Tins oder Biscuit Barrels („Keksdosen“), Charlies, Clockworks („Uhrwerke“), Coffee Pots („Kaffeekannen“), Frankensteins, Ugly Ducklings („hässliche Entlein“) oder telescopic breadloaves on wheels („ausziehbare Brotlaibe auf Rädern“). William Stanier, der Chefingenieur der benachbarten London, Midland and Scottish Railway (LMS), soll sich bei Bulleid erkundigt haben, wo man den Schlüssel zum Aufziehen einstecken solle.

## Erhaltene Lokomotiven
Alle Lokomotiven der Q1-Klasse wurden verschrottet bis auf die erste, die bei der Southern Railway die Nummer C1 trug. Sie ist im National Railway Museum (York) in York erhalten. Zwischen 1977 und 2004 war sie bei der Bluebell Railway in Sussex stationiert. Bis September 1983 war sie dort regelmäßig im Einsatz.

## Film
- In der britischen Zeichentrickserie Thomas, die kleine Lokomotive basiert der Charakter Neville auf einer Lokomotive der Q1-Klasse.[8]